# Дональд, Ларри
Ларри Дональд (англ. Larry Donald, род. 6 января 1967, Цинциннати, Огайо) — американский боксёр-профессионал, выступающий в супертяжёлой весовой категории. Чемпион США среди любителей 1991 года, Бронзовый призёр чемпионата мира по боксу (1991), член сборной США на Летних Олимпийских играх 1992 в Барселоне.

## Профессиональная карьера
Дебютировал в январе 1993 года. В мае, в своём 5-м поединке нокаутировал другого непобеждённого боксёра, Уилла Хинтона (5-0), а через месяц по очкам победил Даниэля Дунтича (5-0). В марте 1994 года победил непобеждённого Джереми Уильямса, в бою за континентального чемпиона америки по версии WBC. В апреле 1994 года Дональд победил Берта Купера.

### 3 декабря 1994Риддик Боу-Ларри Дональд
- Место проведения:  Сизарс Палас, Лас-Вегас, Невада, США
- Результат: Победа Боу единогласным решением в 12-раундовом бою
- Статус:  Рейтинговый бой
- Рефери: Миллс Лейн
- Счет судей: Арт Лури (118-109), Билл Грэм (118-110), Дэлби Ширли (120-108) - все в пользу Боу
- Вес: Боу 109,32 кг; Дональд 103,42 кг
- Трансляция: HBO
- Счёт неофициального судьи: Харольд Ледерман (117-111 Боу)

В декабре 1994 года Ларри Дональд вышел на ринг против Риддика Боу. Дональд весь бой провёл, боксируя с дальней дистанции и много двигаясь по рингу, вынуждая противника гоняться за собой. Боу успешно разрывал дистанцию и проводил точные серии ударов. К 12-му раунду над левым глазом Дональда появилась гематома. В конце 12-го раунда Боу обрушил на противника град ударов, но Дональд смог достоять до гонга.

### 1995 - 2005
В марте 1995 года свёл в ничью поединок с Дэвидом Диксоном (18-2).
В мае 1996 года, в бою за титул WBO NABO, нокаутировал Джорджа Валдеса (19-1).
В апреле 1997 года, победил по очкам непобеждённого сирийца, Ахмеда Абдина (23-0-3).
В сентябре 1997 года Дональд нокаутировал Тайрелла Биггса.
В декабре 1997 года Дональд победил Тима Уизерспуна.
В феврале 1998 года Дональд победил Леви Биллапса.
В апреле 1998 года победил американского джорнимена, Росса Пьюритти.
В мае 2000 года Дональд нокаутировал Фила Джексона.
В ноябре 2000 года он свел вничью бой с Обедом Салливаном.
В июле 2001 года Дональд проиграл по очками в элиминатере непобеждённому Кирку Джонсону.
В ноябре 2002 года Дональд вновь участвовал в элиминаторе. На этот раз его противником был Виталий Кличко. Украинец нокаутировал Дональда в 10-м раунде.После этого пораения, Дональд на полтора года ушёл из бокса.
Вернулся в мае 2004 победой над Седриком Филдсом.
В ноябре 2004 года Дональд по очкам уверенно победил Эвандера Холифилда.
В марте 2005 года Дональд свел вничью бой с Рэем Остином.

### 1 октября 2005Николай Валуев-Ларри Дональд
- Место проведения:  ЕФЕ Арена, Ольденбург, Ниедерсашен, Германия
- Результат: Победа Валуева решением большинства в 12-раундовом бою
- Статус: Отборочный бой за титул WBA в супертяжёлом весе
- Рефери: Стэнли Кристодулу
- Счет судей: Ги Джутрас (114-114), Такэси Симакава (117-112), Ове Овесен (115-113) - по данным BoxRec; по данным ARD Ове Овесен поставил оценки 114-113
- Вес: Валуев 147,30 кг; Дональд 111,00 кг;
- Трансляция: ARD

В октябре 2005 года состоялся отборочный бой за титул WBA в супертяжёлом весе между Ларри Дональдом и Николаем Валуевым. Для Дональда это был 3-й элиминатор в карьере. Валуев имел преимущество в начале боя. Однако во 2-й половине поединка Дональд начал доминировать: он выбрасывал больше точных ударов, и за счёт джеба и работы ног держал дистанцию. Между 10-м и 11-м раундами тренер тренер Валуева Манвел Габриелян сообщил своему подопечному, что он проигрывает бой и призвал его бить больше справа. Валуев призыву не внял, невыразительно выступив в 11-м раунде. Между 11-м и 12-м раундами Габриелян накричал на россиянина - «Ну что, будем драться? А? Да? Будем драться? Последний раунд, смотри. Если ты не будешь выигрывать его с большим преимуществом, то считай, что этот бой не твой. Ни одного профессионального удара я не видел. Повторный правый, повторный правый, прямой правый. Нет, не вижу я удара, понимаешь? Что ты умираешь? Где твои правые удары? Что ты раскис? Что ты не работаешь? Что ты с ним стоишь? Бей в него комбинацию. Нет у меня сил уже с тобой разговаривать. Левый-правый, левый-правый, левый-правый. Проснись, тебе говорят, проснись!». Валуев не смог изменить ситуацию в последнем раунде. Судьи решением большинства объявили победителем россиянина. Зал решение освистал.

### 30 июня 2007Александр Поветкин-Ларри Дональд
- Место проведения:  Олимпийская Спортививная Арена, Москва, Россия
- Результат: Победа Поветкина единогласным решением в 10-раундовом бою
- Статус:  Рейтинговый бой
- Рефери: Александр Калинкин
- Счет судей: Евгений Горстков (100-90), Николай Пучков (100-90), Леонид Сорокин (100-90) - все в пользу Поветкина
- Вес: Поветкин 102,20 кг; Дональд 111,30 кг
- Трансляция: НТВ

В июне 2007 года Дональд встретился с Александром Поветкиным. Изначально с Поветкиным должен был встречаться Монте Барретт, но американец незадолго до боя получил травму. Ему на смену был найден не выходивший на ринг более полутора лет Ларри Дональд. Поединок проходил в среднем темпе. Поветкин шёл вперед весь бой, выбросив значительное количество ударов в цель. Дональд отбоксировал вторым номером, даже не пытаясь форсировать события. Поветкин не смог нокаутировать противника, тем не менее выиграл все раунды. После этого поединка, Ларри Дональд завершил профессиональную карьеру.